# パラグアイ人の一覧
この項目では、南米南部に位置するパラグアイ共和国の内外で活動した特筆されるべきパラグアイ人を列挙する。
- パブロ・アルボルノ- 芸術家
- ウーゴ・ロドリゲス・アルカーラ- 作家
- ルイス・ボルドン- アルパ奏者
- マルティン・アルマダ- 人権活動家、オルタナティブノーベル賞受賞者。
- ルイス・マリア・アラーニャ- 政治家
- エウセビオ・アヤラ- 元大統領、作家
- セシリオ・バーエス- 政治家、作家
- アグスティン・ボルボーサ- 歌手、作曲家
- アグスティン・バリオス- ギタリスト、作曲家
- アウグスト・ロア・バストス- 作家
- ハイメ・ベスタルド- 芸術家
- フリアン・ペレス・カルドーサ- アルパ奏者
- ガブリエル・カサシア- 作家
- マリオ・パス・カスタイング- 政治家
- ホセ・ルイス・チラベル- サッカー選手
- フリオ・コレア- 脚本家
- セラフィナ・ダーバロス- 初期のフェミニスト
- ロサーナ・デ・ロス・リオス- テニススター
- マヌエル・ドミンゲス- 作家
- アルセニオ・エリコ- サッカー選手
- ビクトール・エスピノーラ- アルパ奏者
- レネ・フェレール・デ・アレジャーガ- 作家
- ホセ・アスンシオン・フローレス- ディレクター、作曲家
- ホセ・ガスパル・ロドリゲス・デ・フランシア- 初代元首
- カルロス・フランコ- プロゴルファー
- フリオ・セサール・フランコ- 政治家、元副大統領
- ニカノル・ドゥアルテ・フルートス- 元大統領
- ディグノ・ガルシア- アルパ奏者
- エルミニオ・ヒメネス- 作曲家
- フアン・シルバーノ・ゴドイ- 政治家、日記作家、芸術家のパトロン
- シラ・ゴドイ- ギタリスト、作曲家
- フアン・ナタリシオ・ゴンサーレス- 元大統領、作家
- フリエタ・グラナダ- ゴルファー
- ラウール・クーバス・グラウ- 政治家、元大統領
- フリオ・セサル・インゴロッティ- チェス選手
- ニコラス・レオス- CONMEBOL理事長
- カルロス・アンロニオ・ロペス- 政治家、元大統領
- フランシスコ・ソラーノ・ロペス- 政治家、元大統領
- ルイス・ゴンサーレス・マキ- 政治家、元大統領
- リノ・オビエド- 元将軍、クーデター首謀者
- ビクトル・ペッシ- 元テニススター
- シルビオ・ペティロッシ- 飛行士
- ホセフィーナ・プラ- 詩人、芸術家
- ラリッサ・リケルメ- モデル、女優
- アンドレス・ロドリゲス- 陸軍の将軍、元大統領
- ロケ・サンタ・クルス- サッカー選手
- ベルタ・ロハス-クラシックギター奏者
- アルフレド・ストロエスネル- 元独裁者
- シンディ・タイロール- モデル
- オフェリア・エチャゲ・ベラ- 芸術家
- フアン・カルロス・ワスモシ- 元大統領
- ロウルデス・アレーバロス- ミス・パラグアイ、ミス・ユニバース2006の3位
- ジャニナ・ゴンサーレス- ミス・パラグアイ、ミス・ユニバース2004の3位